# インディペンデンス郡区 (アイオワ州アパヌース郡)
インディペンデンス郡区は、アメリカ合衆国、アイオワ州、アパヌース郡にある18の郡区の一つである。2010年の国勢調査で、人口は248人だった。
1957年、アパヌース郡の治安判事ウィリアム・チャドウィックがシャリントン川東岸沿いにミレッジヴィルを区画している
ノースベンド教会およびシャリトンリバー教会は独立郡区にある。

## 地理
インディペンデンス郡区は、92.6平方キロメートル（35.76平方マイル)で、組み込まれている自治体(incorporated settlements)は存在しない。アメリカ地質調査所によると、この郡区はBrushyとCharitan RiverとCozadとJohnsonとMilledgevilleとWadlingtonの6つの霊園が含まれている。